# 王叔銘
王叔銘（1905年11月10日—1998年10月28日），本名勳，號叔銘，軍界人士稱其綽號為王老虎，山東省諸城縣人，空軍一級上將。

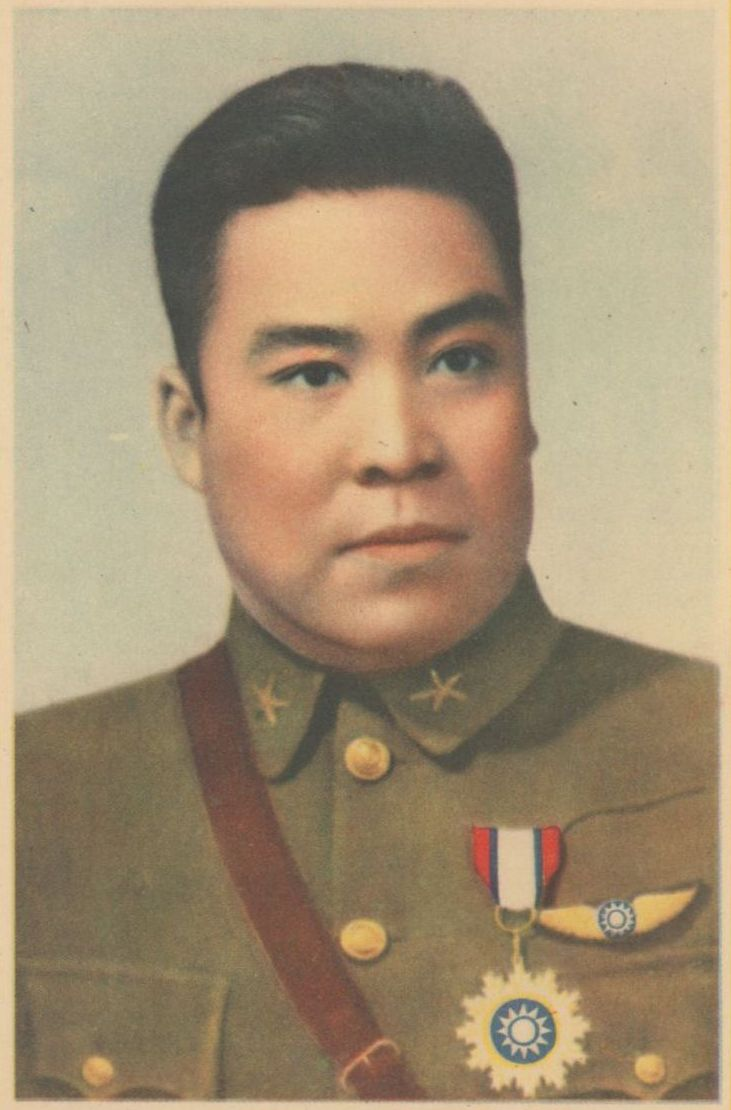
中國空軍抗戰史畫插圖

## 生平
1924年考入黃埔軍官學校第1期，同年12月，孫中山在廣東開辦廣東軍事飛機學校，校長由蘇聯顧問李糜擔任；蔣介石奉孫中山指示將7位黃埔一期生轉入該校，王叔銘為其中一員。1925年6月國民革命軍東征時，廣東軍事飛機學校師生亦有參戰；1925年8月，包括王叔銘在內的6位廣東軍事飛機學校第一期學生由李糜帶回蘇聯繼續深造，王叔銘在蘇聯第二軍事航空學校、蘇俄高級戰鬥射擊轟炸學校、蘇聯飛行偵察專門學校習得相關基本戰鬥技術，1928年完成學業，繼續在蘇聯空軍內見習，直到1931年秋季回國。
1931年回國時，王叔銘因在蘇聯久待，無法剔除其可能有加入共產黨的嫌疑理由遭到拘押，後在毛邦初保薦下獲釋啟用。1932年10月，王叔銘配屬至中央航空學校，任飛行教官；1933年2月，編入中央航空學校高級班第一期受訓，接受美式飛行教育，高級班後改制稱為中央航校第一期，畢業後，授階空軍中尉，任中央航空學校暫編第二轟炸隊隊長。
1937年7月抗戰爆發，為爭取蘇援需求，王叔銘在1937年9月成為赴蘇軍事代表團之一員派赴蘇聯爭取第一批蘇援；返國後，1937年11月中華民國空軍軍士學校開辦，校長蔣介石兼任、教育長張有谷，王叔銘任軍士學校教育處長；1938年5月，王叔銘改任中國駐蘇聯空軍武官，1940年返回後擔任空軍第三路司令，後任軍士學校教育長；1941年1月22日升任空軍官校教育長，1941年5月國民政府在昆明開設空軍第五路司令部，王叔銘改任該指揮部上校司令，兼雲南省防空副司令、昆明城防副司令。航委會第1志願軍大隊服務團管理主任、美籍志願軍大隊中國人員管理處主任。
1943年1月晉升少校，2月，接替楊鶴霄擔任空軍第三路司令，負責四川、甘肅省等地空軍機場的營運管理、後勤補給與防衛任務。
1944年8月14日，獲頒青天白日勳章。
1946年6月，調任空軍總司令部中校副總司令兼參謀長，1946年11月，升任空軍上校；1948年9月，晉升空軍少將；1951年晉級中將，1952年3月升任空軍上將總司令。

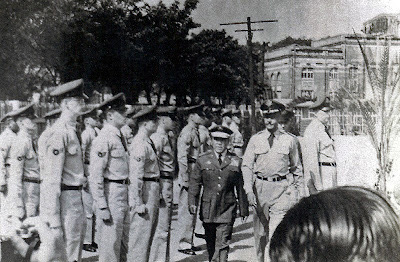
1956年4月4日，駐台美軍第13航空特遣隊（Air Task Force Thirteen (Provisional)；ATF 13 (P)）啟用台北通訊站（Taipei Air Station）作為總部，指揮官小班傑明·戴維斯准將與空軍總司令王叔銘上將出席了啟用儀式，兩人共同校閱美軍部隊

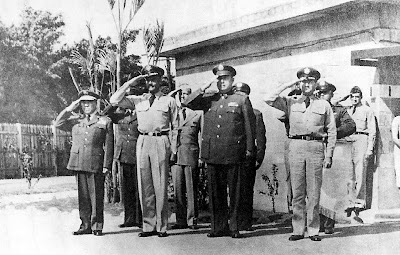
1956年4月4日，1956年4月4日，駐台美軍第13航空特遣隊（Air Task Force Thirteen (Provisional)；ATF 13 (P)）啟用台北通訊站（Taipei Air Station）作為總部，指揮官小班傑明·戴維斯准將與空軍總司令王叔銘上將出席了啟用儀式

1957年升任國防部參謀總長，同年12月3日，與總統蔣介石跟來訪的泰國國防部長乃他儂進行會談。1959年7月，調任總統府戰略顧問委員會副主任委員。1962年2月，任駐聯合國安全理事會軍事參謀團中國代表團空軍代表兼首席代表。1972年5月，任駐約旦王國大使。1975年7月，改任總統府戰略顧問。1998年10月28日病逝臺北，享壽92歲。

## 荣誉

### 中华民国勋章奖章
- 河图勋章（1948年12月1日批准[3]）